# Сумаја Намане Гесус
Сумаја Намане Гесус (енгл. Soumaya Naamane Guessous; рођена 1955) је марокански социолог, борац за женска права и колумнисткиња.

## Образовање
Дипломирала је социологију на Универзитету Париз VIII.
Бавила се опсежним истраживањем женских права, породичног права, сексуалног живота жена и друштвеног положаја самохраних мајки.

## Каријера
Предавала је на Факултету за књижевност и људске науке Бен М'Сик, делу Универзитета Хасан II у Казабланки.
Најпознатија је као ауторка књиге Au-delà de toute pudeur, први пут објављене 1988. године, о сексуалном животу мароканских жена. Књигу је засновала на академском истраживању које је спровела 1980-их међу петсто жена различитог друштвеног порекла и узраста. Убрзо је постала бестселер у Мароку, продавши 40.000 примерака за пет година. У француској штампи је названа „малом револуцијом”, уз напомену да је „први пут „пристојна жена”, муслиманка, назвала ствари правим именом”.
Често је писала и колумне и есеје за мароканске женске часописе, као што су Femmes du Maroc, Ousra, Citadine, Famille Actuelle и illi. Њене колумне се појављују и у шпанском часопису M'Sur. 
Покренула је кампању за пренос мароканског држављанства са мајке на децу, осуђујући у штампи недостатак тог права. Грађански законик је измењен 2007. године.
Именована је за Национални орден Легије части 2005. Удата је за мароканског лекара и антрополога Шакиба Гесуса.

## Радови
- Au-delà de toute pudeur; La Sexualité feminine au Maroc (1988)
- Printemps et Automne sexuel (2000)
- Grossesses de la honte (2011) са Шакибом Гесусом
- Nous les femmes, vous les hommes! (2013)